# Marica Corral
María Elizabeth Corral Beltrán, detta Marica (Valle de Allende, 4 aprile 1956), è un'ex cestista messicana.

## Carriera
Con il Messico ha disputato i Giochi panamericani di San Juan 1979 e i Campionati americani del 1989.